# رود گامبیا

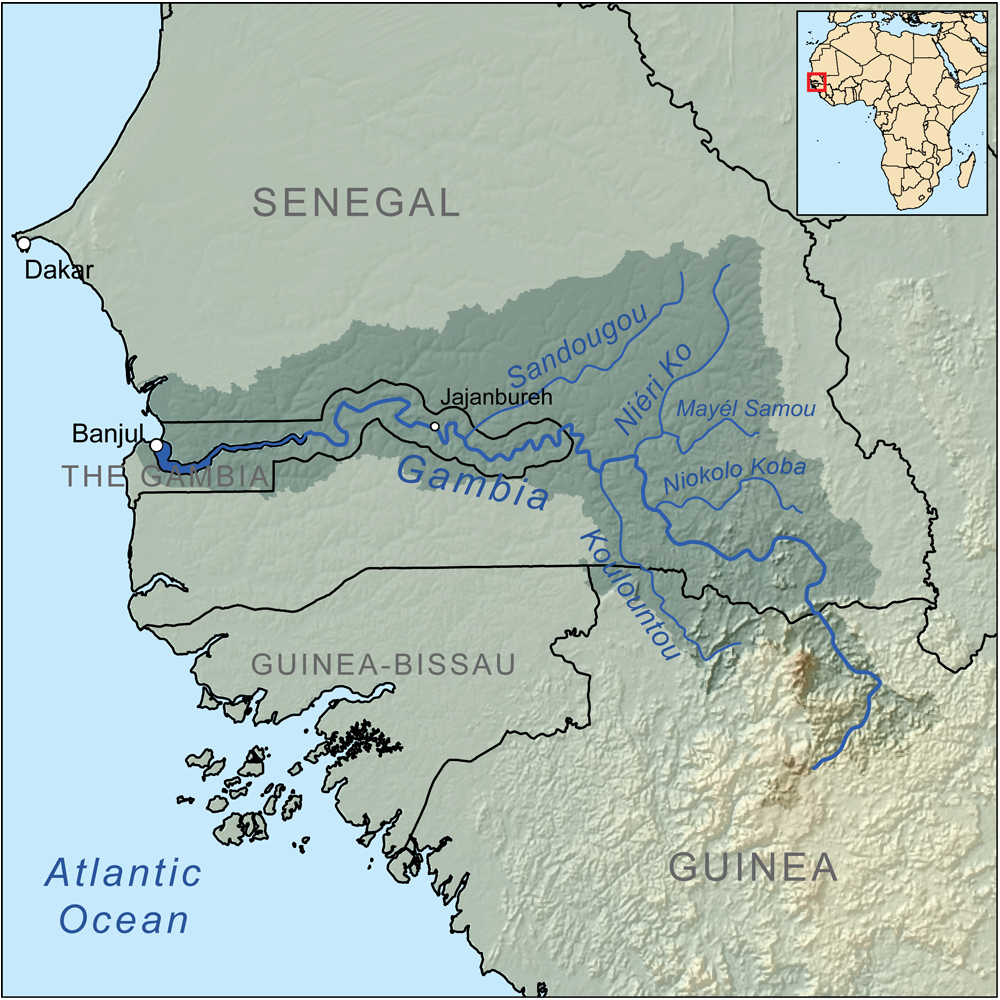
محل رود گامبیا در غرب آفریقا

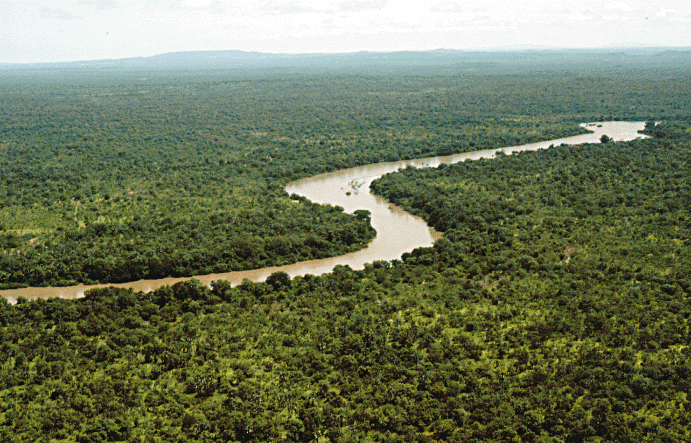
نمایی از رود گامبیا در پارک ملی نیکولو-کوبا

رود گامبیا به طول ۷۰۰ مایل (۱٬۱۲۶ کیلومتر) یکی از رودخانه‌های آفریقای غربی است که از بلندی‌های فوتا جالون در شمال گینه سرچشمه می‌گیرد. این رودخانه سپس با جریان یافتن به سمت شمال‌غربی وارد جنوب شرقی سنگال شده و با حرکت به سمت غرب از میان کشور گامبیا گذشته و در بانجول به اقیانوس اطلس می‌ریزد.
رود گامبیا در مسیر خود به چند شاخه تقسیم شده و دوباره به هم می‌پیوندد که در نتیجهٔ آن چندین جزیره در میانهٔ آن به‌وجود آمده‌است که بزرگترین آن‌ها جزیرهٔ الفنت (فیل) و جزیرهٔ مک‌کارتی است. همچنین چندین نهر موسوم به بولون به رود گامبیا می‌ریزند که بزرگترین این نهرها، بولونِ بینتانگ نام دارد. پوشش گیاهی اطراف رودخانه و نهرهای آن، زیستگاه مناسبی را برای حشرات، حیوانات و پرندگان به‌وجود آورده‌است. پشه‌ها و مگس‌های تسه‌تسه در مرداب‌های آن تخم‌ریزی و تولید مثل می‌کنند و خود رودخانه سرشار از ماهی و موجودات رودخانه‌ای همچون اسب آبی و کروکودیل است. همچنین در حدود ۴۰۰ گونه پرنده در مسیر رود گامبیا شناسایی شده‌اند که از این میان می‌توان به مرغ ماهیخوار، فاخته، چلچله، حواصیل شهدخوار، شاهین و چکاوک علفزار اشاره کرد.
مسیر رودخانه در داخل گامبیا قابل کشتیرانی است و کشتی‌های اقیانوس پیما پس از طی ۲۸۰ کیلومتر به سمت بالای رودخانه به جرج تاون می‌رسند. این رودخانه همچنین مهم‌ترین شاهرگ حمل و نقل گامبیاست و دسترسی به بخش‌های داخلی سنگال و گینه را فراهم می‌سازد. در ۱۹۷۸ دوکشور گامبیا و سنگال، سازمان توسعهٔ رود گامبیا را تشکیل دادند و گینه نیز در ۱۹۸۰ به این سازمان پیوست تا در جهت توسعهٔ منابع طبیعی رودخانه با یکدیگر همکاری نمایند. رنگ آبی در پرچم سه رنگ گامبیا که در نوار میانی آن قرار دارد نیز نشانهٔ رود گامبیاست.